# 有機合成化学協会
公益社団法人 有機合成化学協会（ゆうきごうせいかがくきょうかい、英語: The Society Of Synthetic Organic Chemistry, Japan (SSOCJ)）は、日本の学術研究団体の一つ。

## 概要
1942年8月1日設立。学術研究団体としての種別は単独学会。
化学を学術研究領域とし、有機合成化学及び関連する技術、諸産業の発展を期し、人類文化や社会福祉の向上に寄与することを目的としている。
国内においては日本化学会および日本工学会に加入している。

## 沿革
- 1942年 - 社団法人有機合成化学協会設立。
- 2012年 - 公益社団法人有機合成化学協会へ移行。

## 刊行物

### 有機合成化学協会誌
- 誌名（和文）：有機合成化学協会誌
- 誌名（欧文）：The Journal of Synthetic Organic Chemistry, Japan
- 創刊年：1943
- 資料種別：ジャーナル（査読付き論文を含む）
- 使用言語：日英混在
- 発行形態：印刷体、eジャーナル
- 著作権帰属先：学会
- クリエイティブコモンズ：定めていない
- 購読：有料

## 顕彰
- 野依賞
- 向山賞